# Idaea fuscalata
Idaea fuscalata är en fjärilsart som beskrevs av Fuchs 1884. Idaea fuscalata ingår i släktet Idaea och familjen mätare. Inga underarter finns listade i Catalogue of Life.